# Cochon de Burns
Ne doit pas être confondu avec Cochon.
Cochon de Burns est le onzième épisode de la vingt-huitième saison de la série télévisée Les Simpson et le 607e épisode de la série. Il est sorti en première sur le réseau Fox le 8 janvier 2017.

## Synopsis
Marge, inspirée par un livre japonais, décide de faire du rangement. Elle demande à toute la famille de se débarrasser des objets qui ne leur donnent plus de joie. La tâche va s'avérer difficile surtout pour Homer qui devra trouver quelqu'un pour adopter Spider-Cochon. Homer cherche alors à faire reconnaître Spider-Cochon comme "cochon thérapeutique" pour pouvoir le garder et l'emmener partout avec lui. Lors d'une réception chez Mr Burns, Spider-Cochon est attaqué par la horde de chiens de garde du milliardaire. Après un passage chez le vétérinaire, Spider-Cochon est enlevé par M. Burns qui en fait son fidèle compagnon. Homer et Bart pénètrent de nuit dans la résidence de Mr Burns pour récupérer le cochon, aidés par Smithers, jaloux de l'attention que son patron porte à Spider-Cochon.
Pendant ce temps-là, Lisa se débarrasse de tous ses biens (à l'exception de son saxophone et d'un poster de jazz), prétextant que seule la musique lui procure de la joie. Puis, elle donne son saxophone car celui-ci ne lui procure plus de joie. Aidée par Bart, elle retrouve le plaisir que lui apporte le jazz et regrette d'avoir donné son saxophone. En réalité, Marge a récupéré le saxophone de Lisa et l'entrepose dans un garde-meuble où elle stocke toutes les affaires dont la famille ne veut plus.